# サンダカ経
『サンダカ経』（サンダカきょう、巴: Sandaka-sutta, サンダカ・スッタ）とは、パーリ仏典経蔵中部に収録されている第76経。
アーナンダが、外道の修行者サンダカに仏法を説く。

## 構成

### 登場人物
- アーナンダ
- サンダカ  - 外道の修行者

### 場面設定
ある時、釈迦はヴァンサ国コーサンビーのゴーシタ園に滞在していた。
アーナンダがそこに滞在していた外道の修行者たちの元を訪れると、彼らは論争しており、その一人であるサンダカがアーナンダに質問を始める。
アーナンダは問われるままに、四つの不浄論、四つの不定論、十善戒、六根・六境、四禅、三明、三漏などについて説いていく。
サンダカは法悦し、帰依する。

## 日本語訳
- 『南伝大蔵経・経蔵・中部経典2』（第10巻） 大蔵出版
- 『パーリ仏典 中部（マッジマニカーヤ）中分五十経篇II』 片山一良訳 大蔵出版
- 『原始仏典 中部経典2』（第5巻） 中村元監修 春秋社